# Katedra Matki Boskiej z Góry Karmel w Barquisimeto
Katedra Matki Boskiej z Góry Karmel – świątynia katolicka, kościół katedralny w Barquisimeto w Wenezueli, siedziba Archidiecezji Barquisimeto.

## Historia
Pierwsza katedra Archidiecezji Metropolitalnej Barquisimeto nosiła wezwanie św. Franciszka z Asyżu. Została jednak uszkodzona podczas trzęsienia ziemi w 1812 roku. Dopiero w 1865 roku kościół został odbudowany. W 1950 roku, prawie sto lat po odbudowie, zniszczyło go kolejne trzęsienie ziemi. Pozostała tylko dzwonnica i zegar. Planowano zburzenie kościoła i budowę nowego. Ostatecznie jednak podjęto decyzję o tymczasowym przejęciu roli katedry przez kościół Niepokalanego Poczęcia i budowę nowej katedry.

## Opis
Projekt nowej katedry przygotował w 1953 roku Jahn Bergkamp. Budowa została ukończona w 1968 roku. Katedra ma kształt paraboloidy hiperbolicznej, której dwa skrzydła łączy centralna wieża, pod którą znajduje się ołtarz. Projekt wymagał dokładnych obliczeń konstrukcyjnych, a także niezwykłej precyzji podczas budowy. Dach katedry tworzą akrylowe panele wsparte na sieci ze stalowych drutów pokrytych betonem.
Katedra jest szeroka, a wierni siedzą w półkolu, wokół ołtarza. Dach jest przezroczysty, co zapewnia doskonałe oświetlenie. Katedra ma witraże ufundowane przez osoby prywatne i firmy. Umieszczono na nich m.in. wizerunek Maryi Divina Pastora (dosł. „Boska Pasterka”) – patronki stanu Lara oraz Matki Bożej z Coromoto, patronki Wenezueli.
W katedrze obchodzone jest uroczyście święto Boskiej Pasterki. 14 stycznia figura Matki Bożej z Dzieciątkiem przenoszona jest w procesji z udziałem tysięcy wiernych z kościoła Santa Rosa do katedry. Po mszy odwiedza inne kościoły w mieście, aż wraca do Santa Rosa, na uroczystości Wielkiego Tygodnia.